# Hypoestes lasiostegia
Hypoestes lasiostegia är en akantusväxtart som beskrevs av Christian Gottfried Daniel Nees von Esenbeck. Hypoestes lasiostegia ingår i släktet Hypoestes och familjen akantusväxter. Inga underarter finns listade i Catalogue of Life.